# Lucern (kanton)
Lucern (německy Luzern, francouzsky Lucerne, italsky Lucerna, rétorománsky Lucerna) je kanton na severovýchodě Švýcarska, pojmenovaný po svém hlavním městě, Lucernu. Úředním jazykem je němčina.

## Geografie
Kanton Lucern se nachází ve středu Švýcarska na severním předhůří Švýcarských Alp. Geograficky patří většina území k Centrální plošině, ale netvoří ji rozsáhlé roviny, nýbrž často kopcovitá krajina s rovinami. Typickými příklady jsou oblast Lucernu na severozápadě kantonu, Entlebuch a Gäu kolem jezera Sempachersee. Brienzer Rothorn, masivy Pilatus a Rigi jsou alpské oblasti v jižní a východní části kantonu. Rozloha kantonu je přibližně 1493 km².
Nejvyšším bodem je Brienzer Rothorn na jihozápadě kantonu ve výšce 2349,7 m n. m., nejnižším bodem s 403 m n. m. je hladina řeky Reuss u Honau na hranici s kantonem Zug. Nejvyšším vrcholem, který leží celý v kantonu Lucern, je Hengst (Schrattenfluh) s nadmořskou výškou 2092 m n. m.
Jezera Rotsee, Baldeggersee, Sempachersee, Mauensee a Soppensee leží celá na území kantonu. Kanton Lucern má podíl na Lucernském jezeře, Zugském jezeře a jezeře Hallwil.
Kanton Lucern je vnitrozemský kanton a sousedí na západě a jihozápadě s kantonem Bern, na severu a severovýchodě s kantonem Aargau, na východě s kantony Schwyz a Zug a na jihu s kantony Obwalden a Nidwalden.

## Historie
V neolitu se na území dnešního kantonu usadili první lidé. Mezi lety 800 a 300 př. n. l. se Keltové stěhovali do středního Švýcarska. Kolem roku 15 př. n. l. byla oblast dobyta Římany a začleněna do Římské říše.
V 6. století po úpadku Římské říše ovládli střední Švýcarsko germánští Alemani. Byly založeny první kláštery a konventy. Město Lucern vyrostlo kolem benediktinského kláštera, založeného kolem roku 750, na pravém břehu řeky Reuss, alsaským opatstvím Murbach. První zmínka o něm je z roku 840 a to z listiny, kde je zmíněno jako Luciaria, což je pravděpodobně odvozeno ze jména svatého patrona kláštera, svatého Leodegara. Jméno Lucerrun je prvně zmíněno roku 1252. Z téhož roku pochází i první zmínky o obecní ústavě. S tím, jak v oblasti vzrůstala moc Habsburků, docházelo k oslabování závislosti Lucernu na opatství Murbach. Roku 1291 Habsburkové koupili Lucern od opatství, což zároveň vedlo k tomu, že tři lesní kantony (Uri, Schwyz a Unterwalden) spolu uzavřely „Věčný spolek na obranu proti Habsburkům“, akt, který je považován za založení Švýcarska. Roku 1332 se Lucern, již jako městský stát, stal čtvrtým kantonem Švýcarské konfederace a zároveň jejím prvním městským kantonem. S pomocí ostatních kantonů se Lucern v bitvě u Sempachu v roce 1386 vymanil z habsburské nadvlády. Dnešní hranice kantonu zhruba odpovídají tehdejšímu rozsahu.

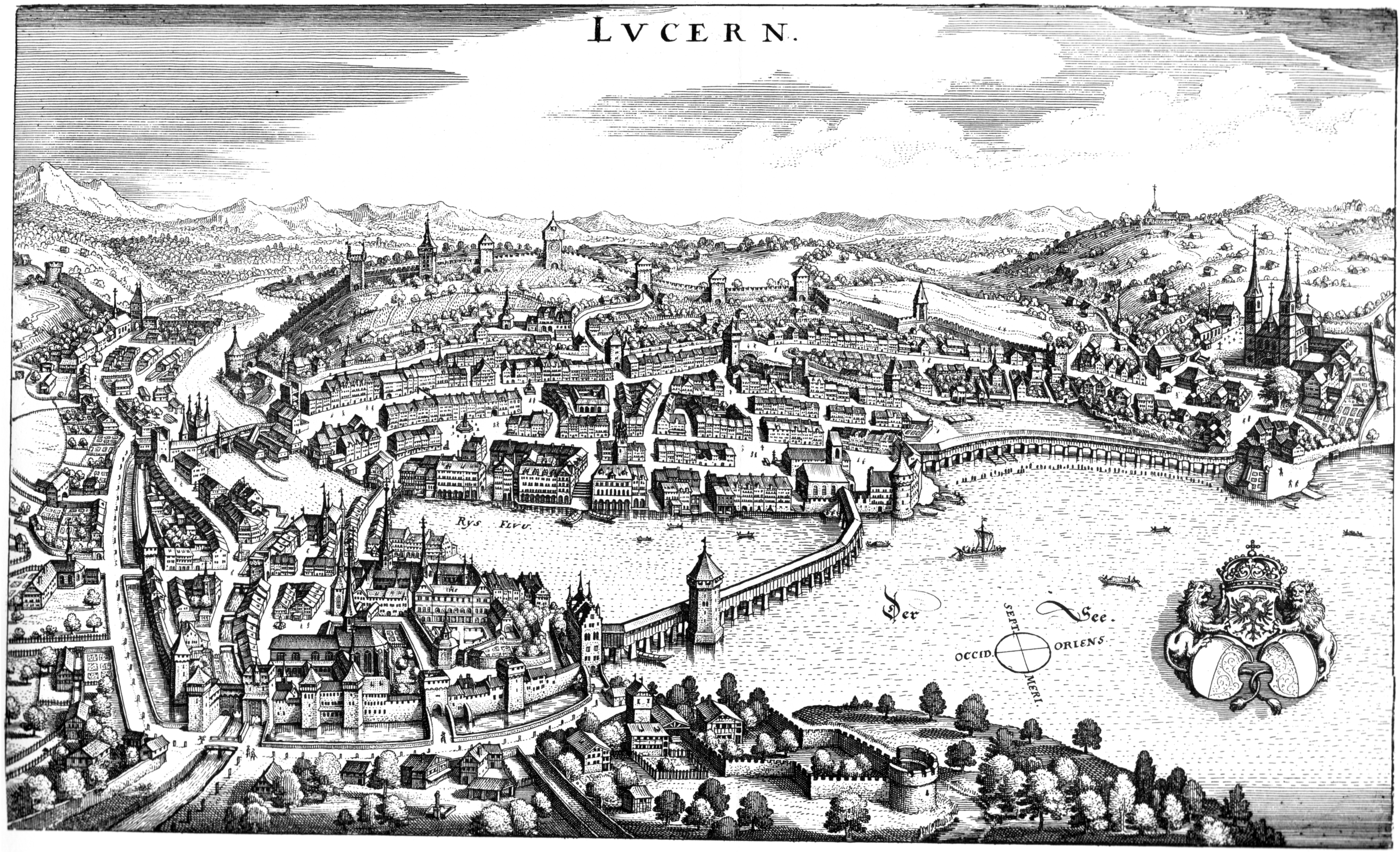
Lucern (1642)

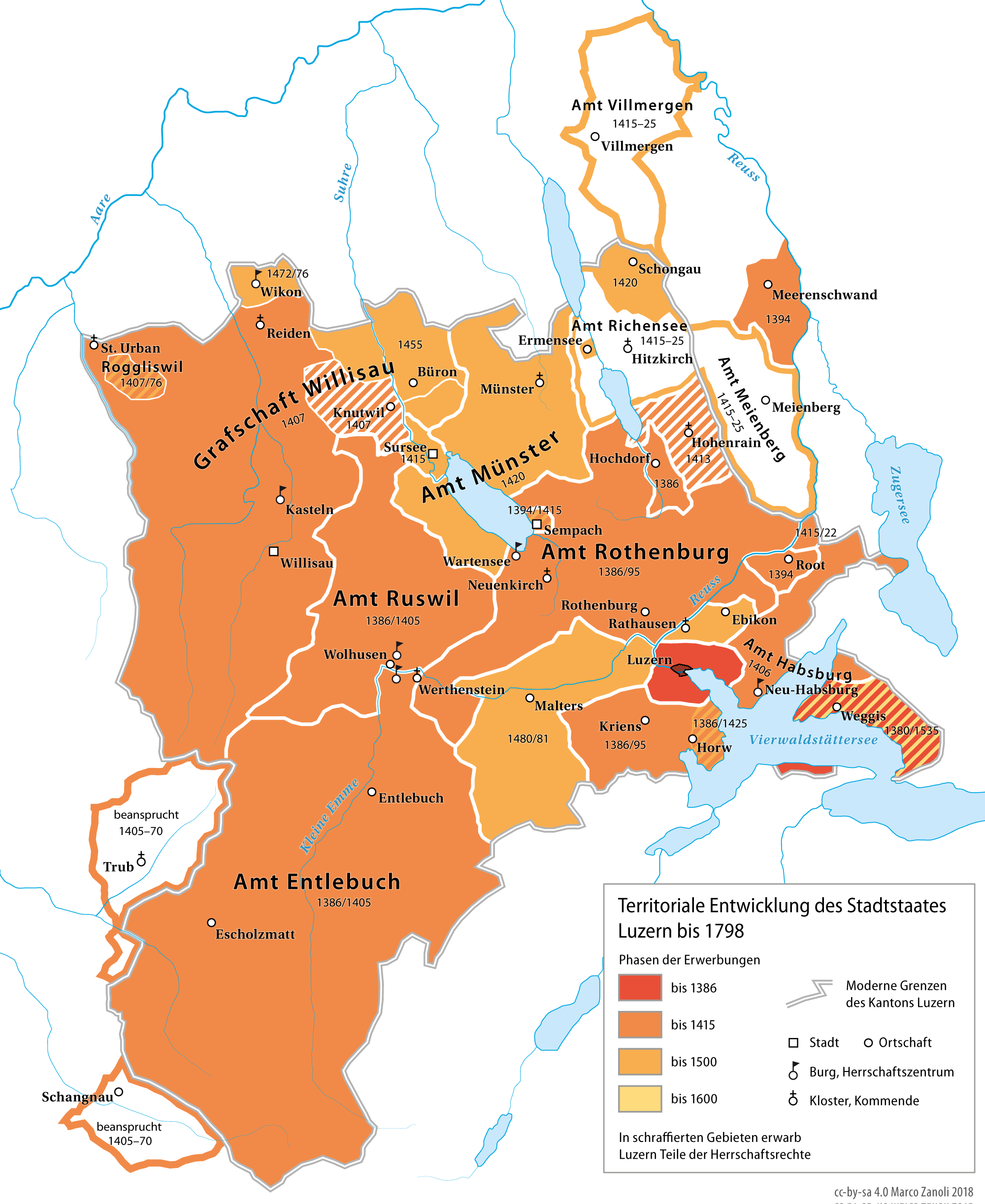
Územní vývoj kantonu Lucern

Území kantonu Lucern rozšiřovala kantonální metropole dobýváním, či koupěmi, převážně v letech 1380–1424. K těmto připojeným územím patřilo panství Wolhusen, hrabství Willisau, jižní část hrabství Lenzburg a různá další menší území, přičemž jako první bylo získáno, roku 1380, město Weggis. V roce 1332 se stal členem Švýcarské konfederace, jakožto její čtvrtý člen. V letech 1394–1802 měl kanton navíc ještě jednu exklávu Merenschwand, tvořenou obcemi Merenschwand (včetně území bývalé obce Berzenschwill) a Mühlau, která se pak stala součástí nového kantonu Aargau výměnou za Amt Hitzkirch.
Po francouzské invazi v roce 1798 byla vyhlášena Helvétská republika, unitární stát podle francouzského vzoru, a Lucern dočasně ztratil svou nezávislost. V roce 1803 Napoleon Bonaparte zavedl Ústavu o zprostředkování, která kantonům přiznávala určitou míru suverenity. V roce 1814, na počátku období restaurace, byly po pádu moci císaře Napoleona částečně obnoveny výsady šlechty. Lucern byl suverénním státem v rámci volné konfederace států. V letech 1845–1847 byl členem Sonderbundu, spolku šesti konzervativních kantonů a dvou polokantonů (dále byly členy kantony Uri, Schwyz, Zug, Fribourg, Valais a polokantony Nidwalden a Obwalden) které se společně postavily snaze přeměnit Švýcarsko z konfederace ve federaci. Následně byl však Sonderbund poražen vojsky Švýcarské konfederace.
Kantonální ústava z roku 1875, která platila až do roku 2007, byla několikrát změněna a aktualizována. V roce 2001 byla jmenována zvláštní komise Velké rady, která měla ústavu zcela přepracovat. Jeho návrh byl v roce 2006 projednán v kantonálním parlamentu a 17. června 2007 schválen voliči. Nová kantonální ústava vstoupila v platnost 1. ledna 2008.

## Obyvatelstvo
K 31. prosinci 2021 žilo v kantonu Lucern 420 326 obyvatel. Hustota zalidnění 282 obyvatel na km² je vyšší než švýcarský průměr (212 obyvatel na km²). Podíl cizinců (obyvatel přihlášených k trvalému pobytu, avšak bez švýcarského občanství) činil k 31. prosinci 2019 18,8 %, zatímco celostátně bylo registrováno 25,3 % cizinců. K 30. červnu 2021 činila míra nezaměstnanosti 2,0 %, na spolkové úrovni pak 2,8 %.

### Jazyky
Kanton Lucern je převážně německy mluvící. Dle statistiky z roku 2019 uvedlo 88,3 % obyvatel němčinu jako svůj primární jazyk; na druhém místě byla angličtina s 4,6 % a na třetím italština s 3,1 %.

### Náboženství
Kanton Lucern je tradičně katolický kanton. V roce 2017 se v kantonu Lucern s celkovým počtem 406 506 obyvatel hlásilo 246 799 obyvatel (60,71 %) k římskokatolické církvi, zatímco 41 622 obyvatel (10,24 %) k evangelické reformované církvi.

## Politika
Nová ústava kantonu Lucern z roku 2007 vstoupila v platnost 1. ledna 2008. Nahradila státní ústavu z 29. ledna 1875, která byla od té doby více než čtyřicetkrát částečně revidována.

### Legislativa

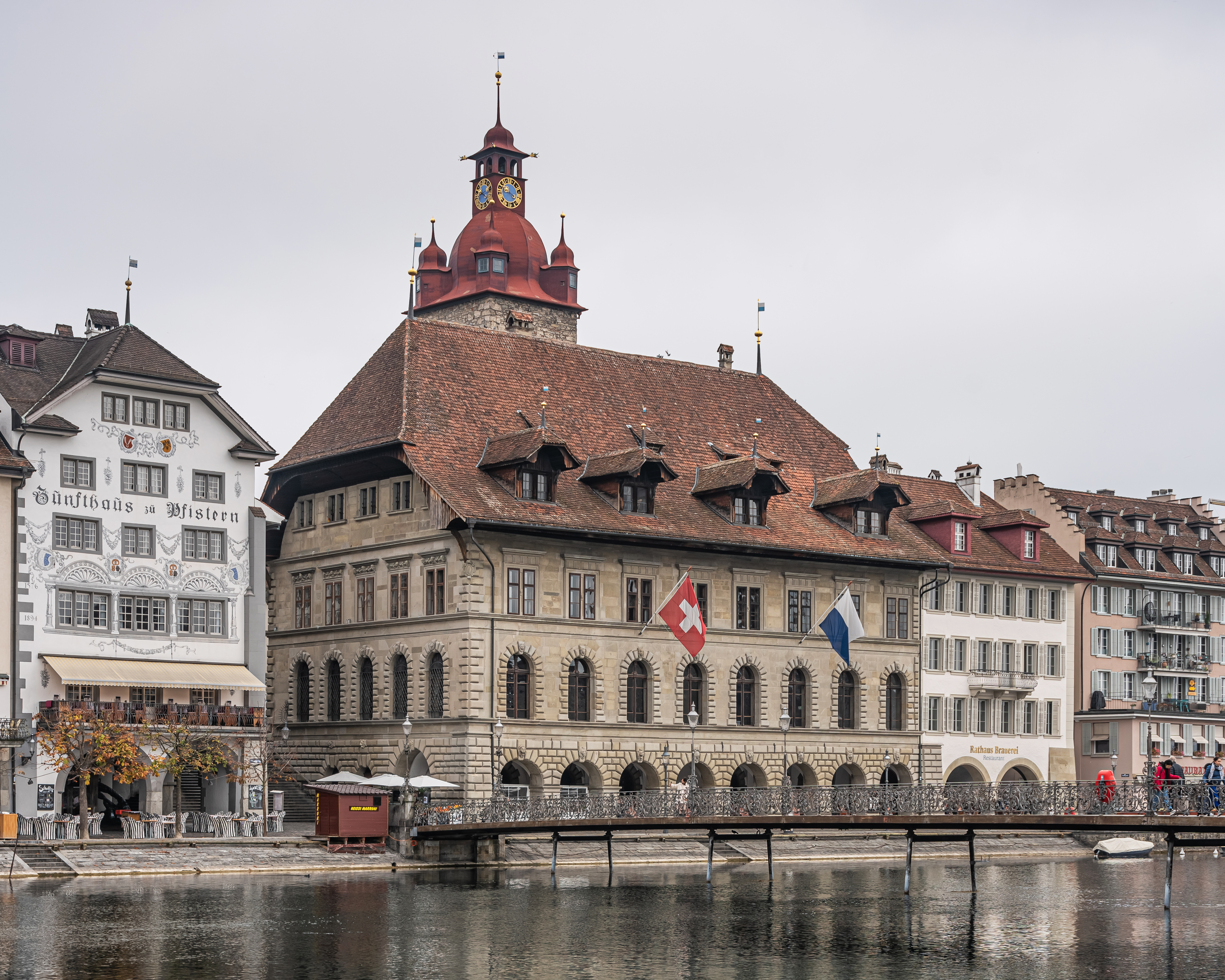
Radnice v Lucernu

Zákonodárným orgánem (parlamentem) je Kantonální rada (německy Kantonsrat, do roku 2007 známá jako Velká rada, Grosser Rat), která je volena lidovým hlasováním na základě poměrného zastoupení. Má 120 členů a schází se v sále v budově radnice v Lucernu.
Lidé, kteří mají právo volit a volit, se podílejí na zákonodárném procesu prostřednictvím přímé demokracie. 5 000 voličů může požádat o zahájení úplné nebo částečné revize ústavy (ústavní iniciativa), 4 000 voličů může požádat o přijetí, změnu nebo zrušení zákona (zákonodárná iniciativa). Změny ústavy a zákony a usnesení kantonální rady, které se týkají výdajů vyšších než 25 milionů CHF, musí být předloženy k referendu (povinné referendum). Ostatní zákony a výdaje v rozmezí 3 až 25 milionů CHF musí být předloženy k referendu na žádost 3 000 voličů nebo čtvrtiny obcí (nepovinné referendum).

### Vláda
Výkonným orgánem je pětičlenná Vládní rada (německy Regierungsrat), volená voliči na základě většinového volebního systému.
Předseda vládní rady je, stejně jako jeho zástupce, volen na jeden rok. Do roku 2007 byl jeho oficiální titul Schultheiss, jeho zástupce Statthalter. Od 1. ledna 2008 má předseda oficiální titul Regierungspräsident (předseda vlády).

### Soudnictví
Kantonální soud je nejvyšším soudním orgánem v Lucernu. Vznikl v roce 2013 z bývalého Nejvyššího soudu a bývalého správního soudu.
Soudy prvního stupně pro občanskoprávní a trestní věci jsou určeny zákonem. Jedná se o okresní soudy (do roku 2007 nazývané místní soudy), trestní soud, pracovní soud, soud pro mladistvé a soud pro nucené opatření. V mnoha občanskoprávních věcech předcházejí první instanci smírčí orgány, které se snaží přesvědčit strany sporu, aby dosáhly smírného řešení.

### Správní členění

#### Okresy

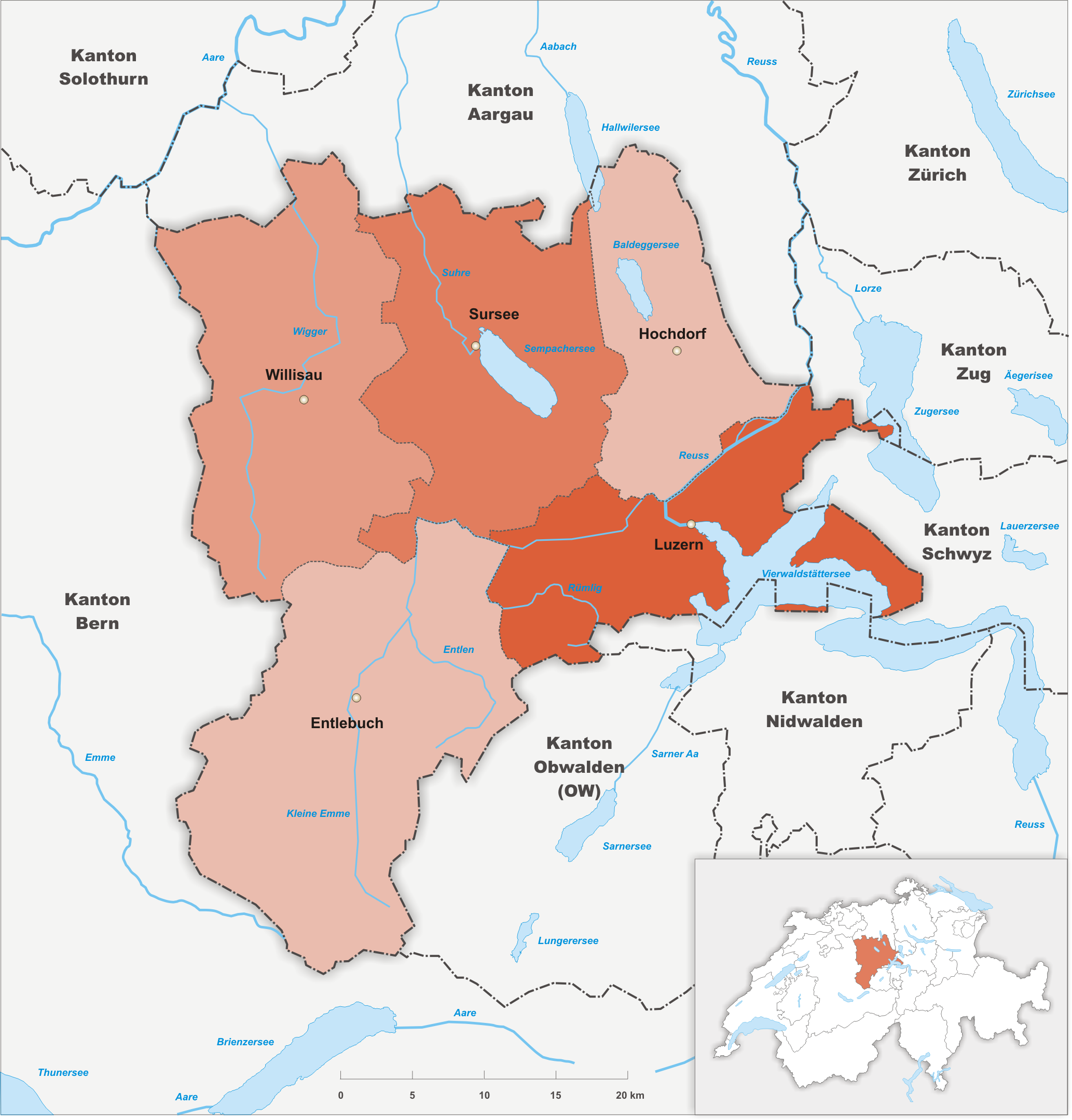
Mapa bývalých okresů kantonu Lucern

Kanton Lucern byl dlouhou dobu rozdělen na pět okresů (německy Amt, v jiných kantonech nazývaných Bezirk). V nové kantonální ústavě z roku 2007 již nejsou zmíněny, takže již nemají žádnou správní funkci.
| Okres     | Hlavní město | Počet obyvatel (31. 12. 2010) |
| --------- | ------------ | ----------------------------- |
| Entlebuch | Schüpfheim   | 18 435                        |
| Hochdorf  | Hochdorf     | 65 856                        |
| Luzern    | Lucern       | 172 453                       |
| Sursee    | Sursee       | 70 634                        |
| Willisau  | Willisau     | 49 017                        |

Po přijetí nové kantonální ústavy byly úřady nahrazeny volebními obvody a soudními okresy, které starým okresům odpovídají jen částečně.

#### Volební obvody

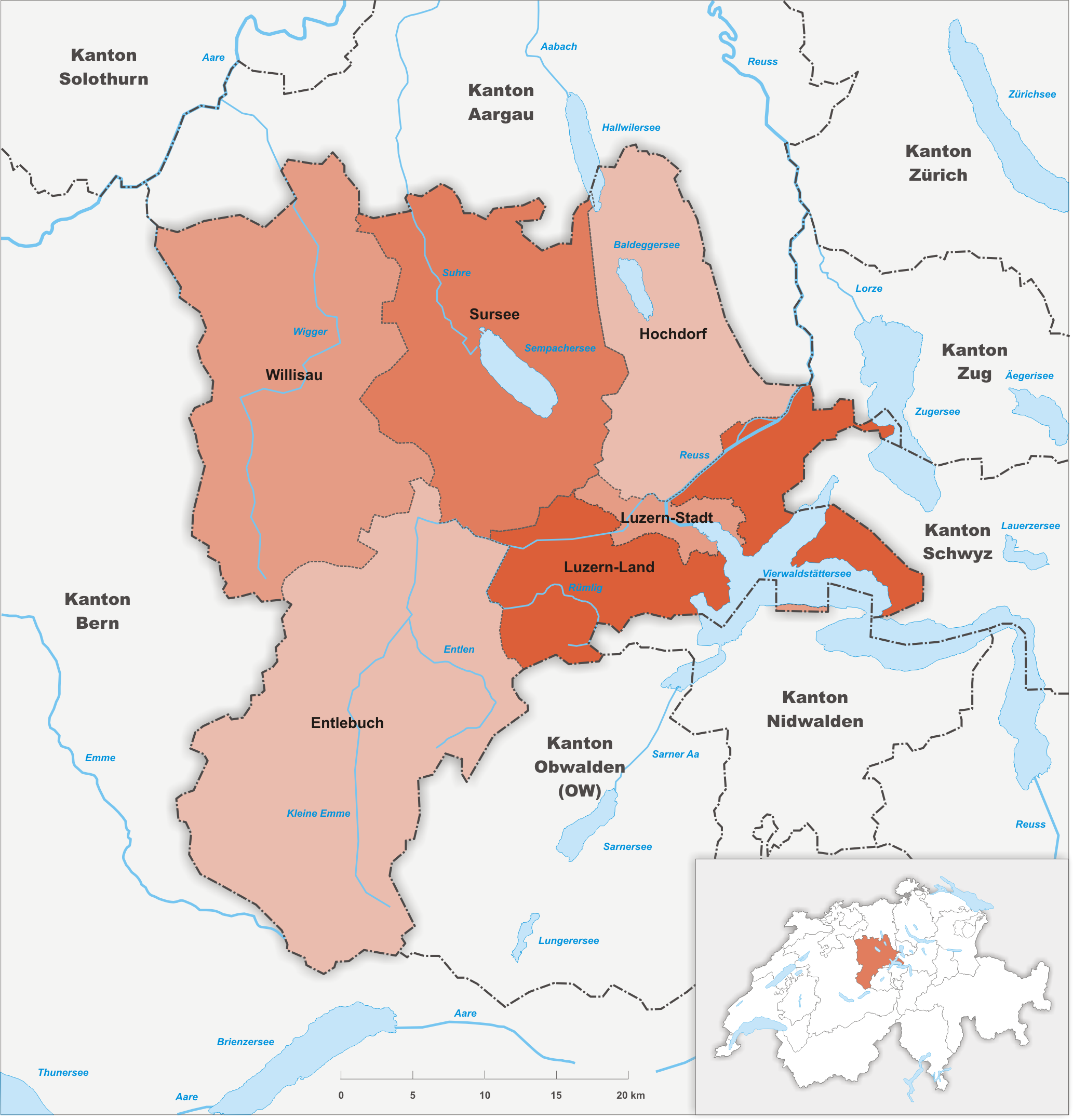
Mapa volebních obvodů kantonu Lucern

Kanton Lucern má od roku 2008 šest volebních obvodů.
| Obvod        | Počet obyvatel (31. 12. 2021) | Rozloha (km²) |
| ------------ | ----------------------------- | ------------- |
| Entlebuch    | 23 336                        | 424,59        |
| Hochdorf     | 74 724                        | 177,37        |
| Luzern-Land  | 106 450                       | 187,58        |
| Luzern-Stadt | 82 922                        | 29,11         |
| Sursee       | 77 068                        | 273,07        |
| Willisau     | 55 826                        | 337,43        |
| Celkem (6)   | 420 326                       | 1493,52       |

#### Obce
Politické obce kantonu Lucern jsou veřejnoprávními regionálními orgány. Plní své vlastní správní funkce a funkce, které jim zadal kanton. Obce si samy stanovují demokratickou organizaci a její základní rysy stanoví v obecním nařízení. Jejich autonomie je zaručena kantonální ústavou.
Do roku 2003 se kanton skládal ze 107 obcí. Od roku 2004 došlo k několika sloučením obcí, takže k 1. lednu 2021 v kantonu existuje 80 samostatných obcí.
Z celkového počtu 80 obcí jsou níže uvedeny ty, které měly k 31. prosinci 2021 více než 9 000 obyvatel:
| Obec                  | Počet obyvatel (31. 12. 2021) |
| --------------------- | ----------------------------- |
| Lucern (hlavní město) | 82 922                        |
| Emmen                 | 31 240                        |
| Kriens                | 28 613                        |
| Horw                  | 14 739                        |
| Ebikon                | 14 181                        |
| Sursee                | 10 382                        |
| Hochdorf              | 9907                          |

## Hospodářství

Lucernské jezero - pohled z vrcholu Pilatus

Nejrozvinutější průmyslová odvětví jsou: průmysl textilní, strojní, papírenský, dřevařský, tabákový a výroba metalurgického zboží.
V roce 2018 činil hrubý domácí produkt na obyvatele (HDP) 69 256 švýcarských franků. V roce 2012 bylo v kantonu Lucern zaměstnáno 234 924 osob, z toho 14 238 v primárním (prvovýroba), 55 744 v sekundárním (průmysl) a 164 942 v terciárním sektoru (služby). V roce 2012 bylo v kantonu napočítáno 30 413 pracovních míst (z toho 4 986 v primárním, 4 591 v sekundárním a 20 836 v terciárním sektoru).

### Zemědělství
Přibližně 85 % celkové rozlohy kantonu Lucern představuje hospodářsky výnosná půda. Zemědělství i průmysl jsou na vysoké rovni. Nejvýznamnějšími zemědělskými přínosy jsou pěstování ovoce a obilí, chov dobytka. 
V kantonu Lucern se nachází celkem více než 4000 zemědělských podniků. V roce 2020 hospodařilo v kantonu ekologicky 11,2 % zemědělské půdy 465 zemědělských podniků. Nízký podíl je dán tím, že v kantonu se ve velké míře chová dobytek. Kanton se významně podílí zejména na produkci vepřového masa ve Švýcarsku. Téměř každé třetí prase ve Švýcarsku je vykrmeno v kantonu Lucern.

### Turismus
Turismus hraje velkou roli. Lucern je vstupní branou pro výletníky mířící do nedalekých Alp a je důležitým dopravním mostem mezi Německem a Itálií.